# Passerelle du Lignon
La passerelle du Lignon (parfois appelée passerelle de Loëx) est un pont piéton sur le Rhône, situé dans le canton de Genève, en Suisse.

## Localisation
La passerelle du Lignon est le dixième pont le plus en amont du Rhône après sa sortie du lac Léman. Il relie le village de Loëx, situé sur le territoire de la commune de Bernex, sur la rive gauche et la cité du Lignon, situé sur le territoire de la commune de Vernier, sur la rive droite. 

## Histoire
La passerelle du Lignon est construite en 1971 par la société Sappro qui exploite un pipeline de produits pétroliers raffinés en Suisse. De fait, la passerelle est doublée d'un oléoduc sur son côté aval et est utilisée pour transporter les produits pétroliers qui viennent de France en direction de la zone de stockage de Vernier.

## Sources